# Peinture ibérique

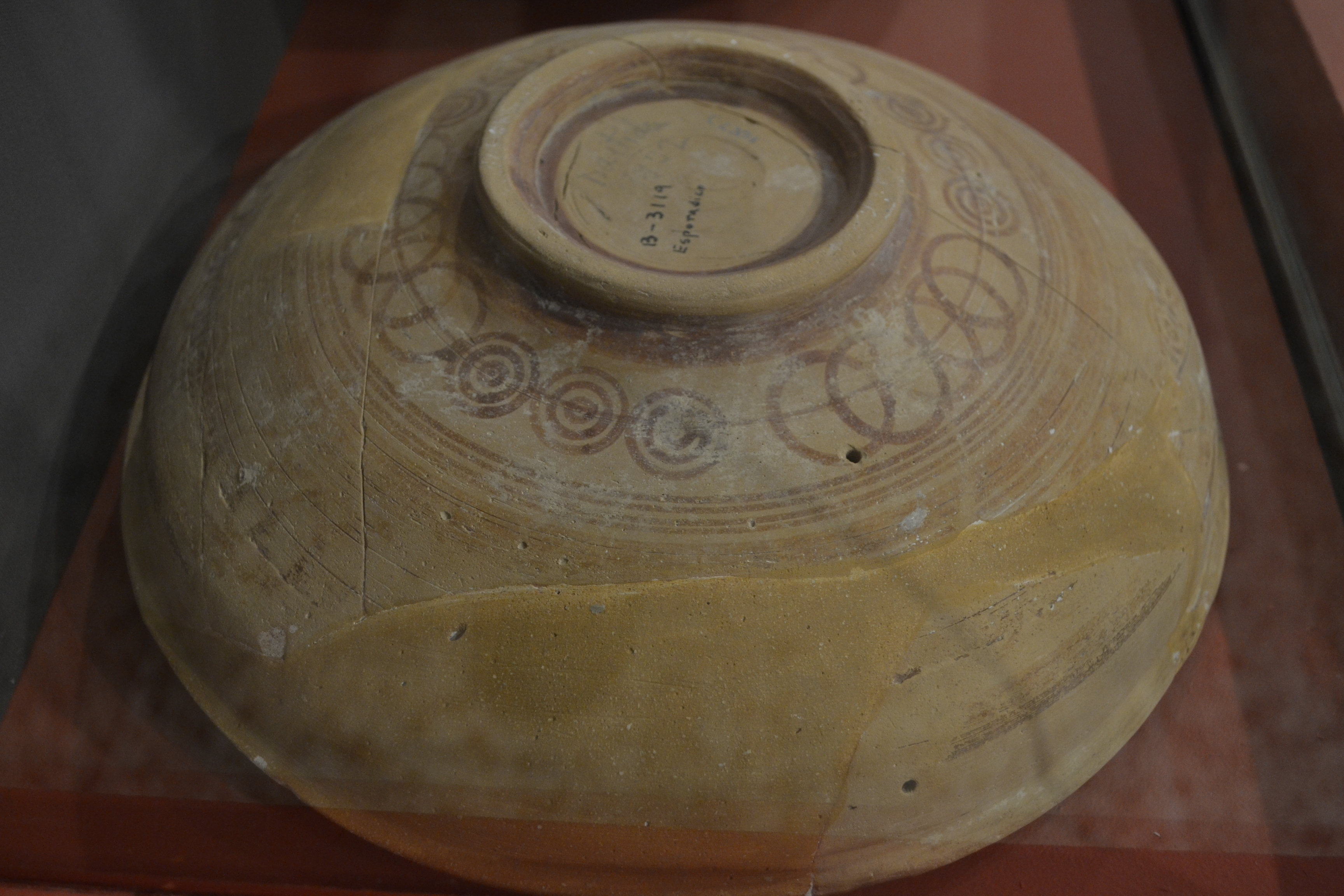
Céramique ibérique

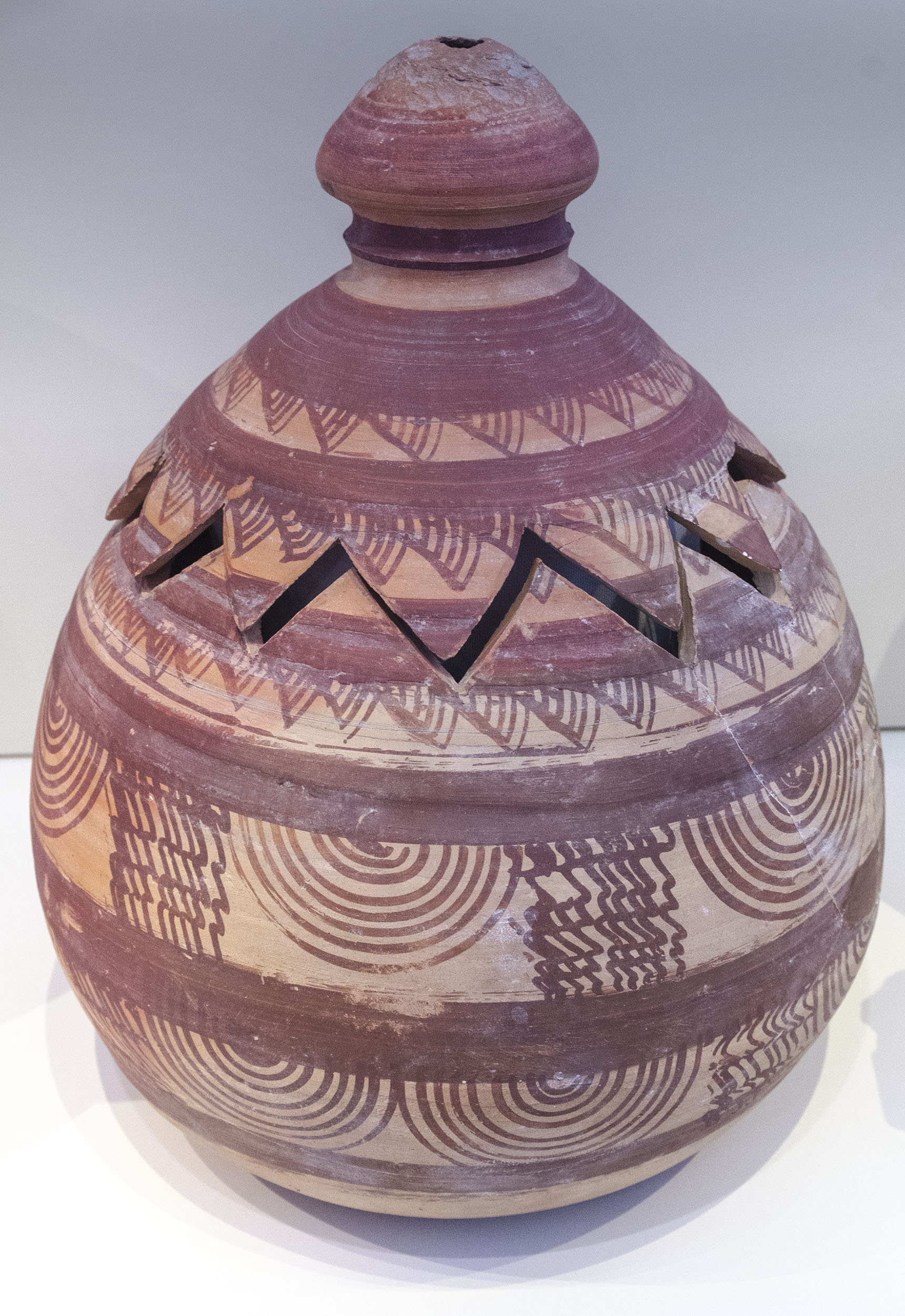
Urne cinéraire à bord dentelé. Nécropole ibérique de Tútugi (fin du av. J.-C.). Musée archéologique national

La peinture ibérique n'a pas la perfection et l'intérêt de la sculpture du même nom, mais elle n'est pas sans importance, même si de nombreuses peintures préhistoriques intéressantes peuvent dater de l'âge du bronze et de l'âge du fer et sont donc de véritables œuvres d'art ibériques. En dehors de celles-ci, la peinture ibérique se limite à la décoration de nombreux récipients et de quelques murs de chambres funéraires. Sa plus grande ancienneté est attribuée au VIe siècle av. J.-C., comme on peut le déduire de la comparaison avec les vestiges de la poterie grecque avec laquelle la poterie ibérique est parfois confondue, et qui s'est sans aucun doute poursuivie pendant les civilisations punique et romaine, peut-être même jusqu'à l'invasion barbare.

## Présentation
La peinture des récipients ibériques, lorsqu'elle est présente, est généralement rouge foncé ou noire sur un fond jaunâtre ou rougeâtre, les décorations rouges (à Numance, également blanches ou orange) étant parfois soulignées de noir. On trouve deux types de motifs sur ces récipients :
- les décors géométriques, qu'ils soient rectilignes (grecques, carrés, svastika) ou curvilignes (rouleaux ou spirales, cercles, cercles et demi-cercles concentriques, poteaux)
- les décors figuratifs (plantes, animaux et, rarement, figure humaine). Ces dernières sont généralement présentées sous une forme stylisée et géométrique, mais les figures réalistes, fantastiques ou monstrueuses ne manquent pas. Dans ces compositions, toujours brèves ou réduites, il n'y a pas de traces de perspective ou de contrastes de clair-obscur, ni de détails de perfection technique dans le dessin, bien qu'il y ait parfois des silhouettes d'animaux bien dessinées dans des attitudes très émouvantes. Lorsque ces figures existent, elles sont presque toujours disposées en superpositions ou en zones horizontales autour du vase, imitant de loin les vases corinthiens.

Les musées de Numance (Soria), Saragosse, Barcelone et le musée du Louvre à Paris abritent aujourd'hui des collections de vases ibériques peints.
Parmi les principaux centres ou gisements d'où ces pièces ont été extraites, on trouve les ruines de.. :
- Numance
- Arcóbriga
- Cabezo de Alcalá (Azaila)

A cela s'ajoutent les stations ibériques de :
- Elx (Alicante)
- El Amarejo
- La Mecque
- Bonete (Albacete)
- Orihuela
- Marchena (Murcie)

De son étude, on peut déduire l'existence d'un art indigène vraiment original, qui imite en partie l'art grec et qui conserve peut-être des réminiscences de l'art mycénien, apporté par les Phéniciens (surtout de Chypre et de Rhodes).
En ce qui concerne les peintures murales ibériques, seuls quelques vestiges ont survécu, que l'on peut étudier dans les chambres funéraires des tumulus de Tútugui (aujourd'hui Galera, Grenade) et dans deux urnes cinéraires en pierre qui y ont été prélevées et dont l'inspiration grecque est visible.